# Dassault Mystère
Dassault Mystère II (Дассо Мистэ́р) — реактивный истребитель-бомбардировщик французской авиастроительной компании Дассо Авиасьон. Mystère IIС стал первым французским самолётом, превысившим скорость звука. Несмотря на это, самолёт эксплуатировался недолго и вскоре был заменён на более совершенный Mystère IV. Всего было построено около 150 экземпляров.

## История
В начале 1950-х годов Дассо получило контракт на модернизацию реактивного MD 450 Ouragan с целью создания более совершенного самолёта, способного превысить скорость звука. На новой модификации был изменён угол стреловидности крыла и немного удлинён фюзеляж. Профиль киля также был доработан. Новый самолёт получил название MD452 Mystère (с фр. — «тайна, загадка»).
Первый прототип MD452 Mystère, оснащенный двигателем Rolls-Royce Nene, впервые поднялся в воздух 23 февраля 1951 года. Два других прототипа, оснащённых более мощными Rolls-Royce Tay и получивших индекс IIA, присоединились к испытаниям в течение 1952 года.
12 декабря 1952 года пилот Роже Карпентье на самолёте Mystère впервые в истории французского авиастроения превысил скорость звука. В течение 1951 года французские ВВС получили 20 предсерийных самолётов для испытаний, три из которых (Mystère IIВ) использовались к качестве стенда для получения лётной квалификации новых двигателей SNECMA Atar 101. Из этих самолётов на 2012 год сохранился только один с бортовым номером 013. Он выставлен на экспозиции в музее Savigny-lès-Beaune.
На январь 1953 года Французские ВВС получили 150 серийных самолётов Mystère, не считая 14 из предсерийной партии.